# Бабино (Ізборська волость)
Бабино (рос. Бабино) — присілок в Печорському районі Псковської області Російської Федерації.
Населення становить 0 осіб. Входить до складу муніципального утворення Муніципальне утворення Печори.

## Історія
Від 2015 року входить до складу муніципального утворення Муніципальне утворення Печори.

## Населення
| 2002 | 2010 |
| ---- | ---- |
| 2    | ↘0   |